# 四句教
四句教即明朝哲学家王守仁晚年所述的“无善无惡心之体，有善有恶意之动，知善知恶是良知，为善去恶是格物”四句，一般视此四句为王对其大半生学术思想的概括性论述。
对“四句教”之理解阐说历代来存有争议，为有明思想史的一大议题。“有积极的张扬者如王龙溪，有谨慎的存疑者如清儒李绂，有否认者如刘宗周、黄宗羲师徒，有激烈的批判者如王夫之、颜元、张烈之流。”（参见陈立胜论文〈王陽明“四句教”的三次辩难及其诠释学义蕴〉）
一般认为自首句“无善无惡心之体”可窥见王的学说受佛家影响深刻。

## 外部連結
- 陈立胜《王陽明“四句教”的三次辩难及其诠释学义蕴》 （页面存档备份，存于）
- 高予远《王阳明四句教的哲学问题》（页面存档备份，存于）